# Tachina tienmushan
Tachina tienmushan är en tvåvingeart som beskrevs av Chao och Arnaud 1993. Tachina tienmushan ingår i släktet Tachina och familjen parasitflugor.
Artens utbredningsområde är Zhejiang (Kina). Inga underarter finns listade i Catalogue of Life.